# پونتا د سور
شهر پونتا د سور (به پرتغالی: Ponte de Sor) در پونتا د سور در کشور پرتغال واقع شده‌است. جمعیت این شهر ۱۱٬۰۰۰ نفر است. در تاریخ ۱۴ اوت ۱۹۸۵ به عنوان شهر شناخته شد.